# ستيفن هيوز (لاعب كرة قدم)
ستيفن هيوز (بالإنجليزية: Stephen Hughes)‏ (26 يناير 1984 بلندن في المملكة المتحدة - ) هو لاعب كرة قدم بريطاني في مركز الوسط. لعب مع نادي برينتفورد ونادي فارنبوروه وميدنهد يونايتد ‏ وويلينج يونايتد.

## وصلات خارجية
- ستيفن هيوز (لاعب كرة قدم) على موقع قاعدة بيانات كرة القدم.إي يو (الإنجليزية)